# Костин, Андрей Леонидович
Андре́й Леони́дович Ко́стин (род. 21 сентября 1956, Москва) — российский банкир, финансист и общественный деятель, президент-председатель правления ВТБ с 10 июня 2002 года. Председатель совета директоров АО «Объединённая судостроительная корпорация» с 2023. Близкий соратник президента России Владимира Путина. Член высшего совета политической партии «Единая Россия». Кандидат экономических наук.
По состоянию на 2024 год находится под санкциями Евросоюза, США, Великобритании и ряда других стран.
Полный кавалер ордена «За заслуги перед Отечеством».

## Биография

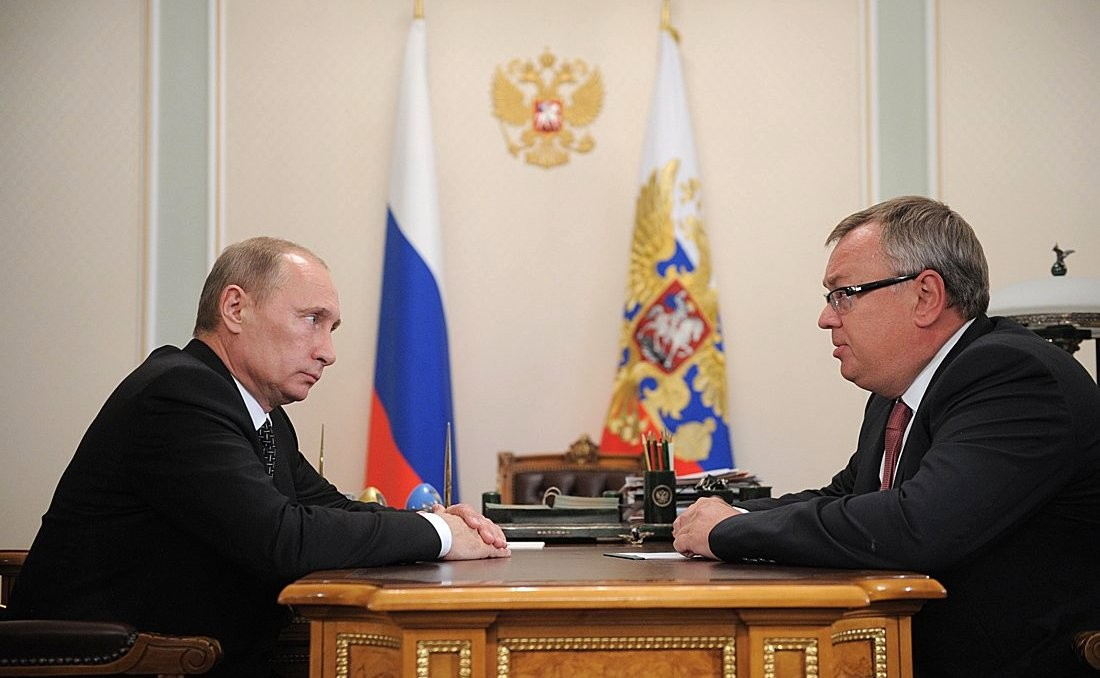
Владимир Путин и Андрей Костин (Ново-Огарёво, 17 октября 2012)

Андрей Костин родился 21 сентября 1956 года в Москве в семье сотрудника аппарата ЦК КПСС Леонида Алексеевича Костина (1922—2016) и старшего преподавателя высшей математики в Академии труда Тамары Михайловны Костиной (в девичестве Семёновой, род. 1926). Семья Костиных жила в доме на Ленинском проспекте. С семилетней учёбой в музыкальной школе по классу скрипки Костин связывает своё взрослое увлечение оперой.
После окончания общеобразовательной школы, в 1973 году, Андрей Костин пошёл по стопам отца и поступил на кафедру экономики зарубежных стран экономического факультета Московского государственного университета. В университетские годы Костин познакомился с Сергеем Дубининым, будущим председателем Центробанка РФ.
В 1979 году Костин с отличием окончил экономический факультет МГУ по специальности «экономист-международник».
В 2001 году в Финансовой академии при Правительстве РФ Костин защитил диссертацию «Глобализация как форма интернационализации экономики» с присвоением учёной степени кандидата экономических наук (решение диссертационного совета Финансовой академии при Правительстве РФ от 28 июня 2001 года № 10).

### Служба в МИД
В 1979—1982 годах Андрей Костин был сотрудником генерального консульства СССР в Сиднее (Австралия). В консульстве отвечал за выдачу виз, получая зарплату 300 австралийских долларов в месяц. В безналоговом Сингапуре Костин приобретал электронную технику, а затем сдавал её в комиссионные магазины в СССР, что давало, по его признаниям, по тем временам «колоссальную прибыль». В 1982 году после возвращения из дебютной командировки Костин приобрёл первый автомобиль — ВАЗ-2101.
С 1982 по 1985 годы Костин занимал должность секретаря Европейского департамента МИД СССР, затем до 1990 года работал сотрудником посольства СССР в Лондоне (Великобритания). В это время познакомился с Александром Лебедевым, тоже экономистом по образованию, который также работал в посольстве. В 1991 году Костин вернулся из Лондона в Европейский департамент МИД СССР, где до 1992 года работал советником департамента.

### Предпринимательская деятельность

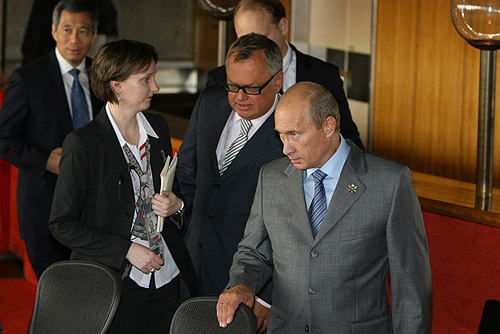
Андрей Костин, сзади от Владимира Путина на саммите АТЭС в Австралии (8 сентября 2007 года)

Ещё во время работы в посольстве Костин и Лебедев провели «эксперимент» — зарегистрировали по одному лондонскому адресу две компании со схожими названиями: Greinlodge Limited и Greinsale Limited. Вскоре оба, разочаровавшись в дипломатической работе, ушли с государственной службы, решив заняться предпринимательством.
Вернувшись в Москву, они основали «Русскую инвестиционно-финансовую компанию» (РИФК), в которой Лебедев стал председателем Совета директоров, а Костин — его заместителем. Компания действовала на рынках ценных бумаг и долговых обязательств, специализируясь на урегулировании долгов третьих стран Советскому Союзу. В этой работе РИФК тесно сотрудничала с банком «Империал», а Костин с 1993 по 1995 год был заместителем начальника Управления иностранных инвестиций этого банка.

### Банковская деятельность
В 1995 году РИФК приобрела «Национальный резервный банк» (НРБ). Банк возглавил Лебедев, Костин же вновь стал его первым заместителем. В НРБ Костин курировал текущую деятельность банка, работу с долговыми обязательствами, нефтегазовый сектор и занимался подбором кадров. Совместная деятельность завершилась конфликтом между Лебедевым и Костиным, по словам Костина, «для меня этот человек не существует, я вычеркнул его из своей жизни».
18 октября 1996 года указом президента Бориса Ельцина Костин был назначен председателем Внешэкономбанка (ВЭБ), который после распада СССР стал агентом государства по обслуживанию советских долгов и активов. Кандидатуру Костина на утверждение представил Сергей Дубинин. Покинув НРБ, Костин прекратил общение с Лебедевым. Пришедший после отставки Сергей Кириенко ему на смену председатель правительства Евгений Примаков по рекомендации главы Центробанка Виктора Геращенко в 1998 году трижды пытался уволить Костина с поста председателя ВЭБа, однако безуспешно.
В начале финансового кризиса 1998 года Костин находился в отпуске в Канаде. Вернувшись в первые дни событий в Россию, Костин, после консультаций в правительственных и деловых кругах, принял участие в нашумевшем совещании у премьер-министра Кириенко, где приняли экстренные «антикризисные меры» и объявили дефолт.
В 1998 году Костин вошёл в список 100 самых перспективных молодых предпринимателей и политиков мира, составленном британским журналом Worldlink. В течение ряда лет Костин входил в списки «Global leaders of tomorrow» и являлся членом транснационального совета Business Advisory Council, куда включено около 100 руководителей крупнейших мировых компаний.
В июне 2002 года Костин покинул ВЭБ и был назначен на должность президента и председателя правления Внешторгбанка (в будущем ВТБ).
В 2007 году указом президента РФ Костин включён в число трёх представителей российского предпринимательства в АТЭС. В составе российской делегации принимал участие в саммитах G20.

#### Внешторгбанк(ВТБ)

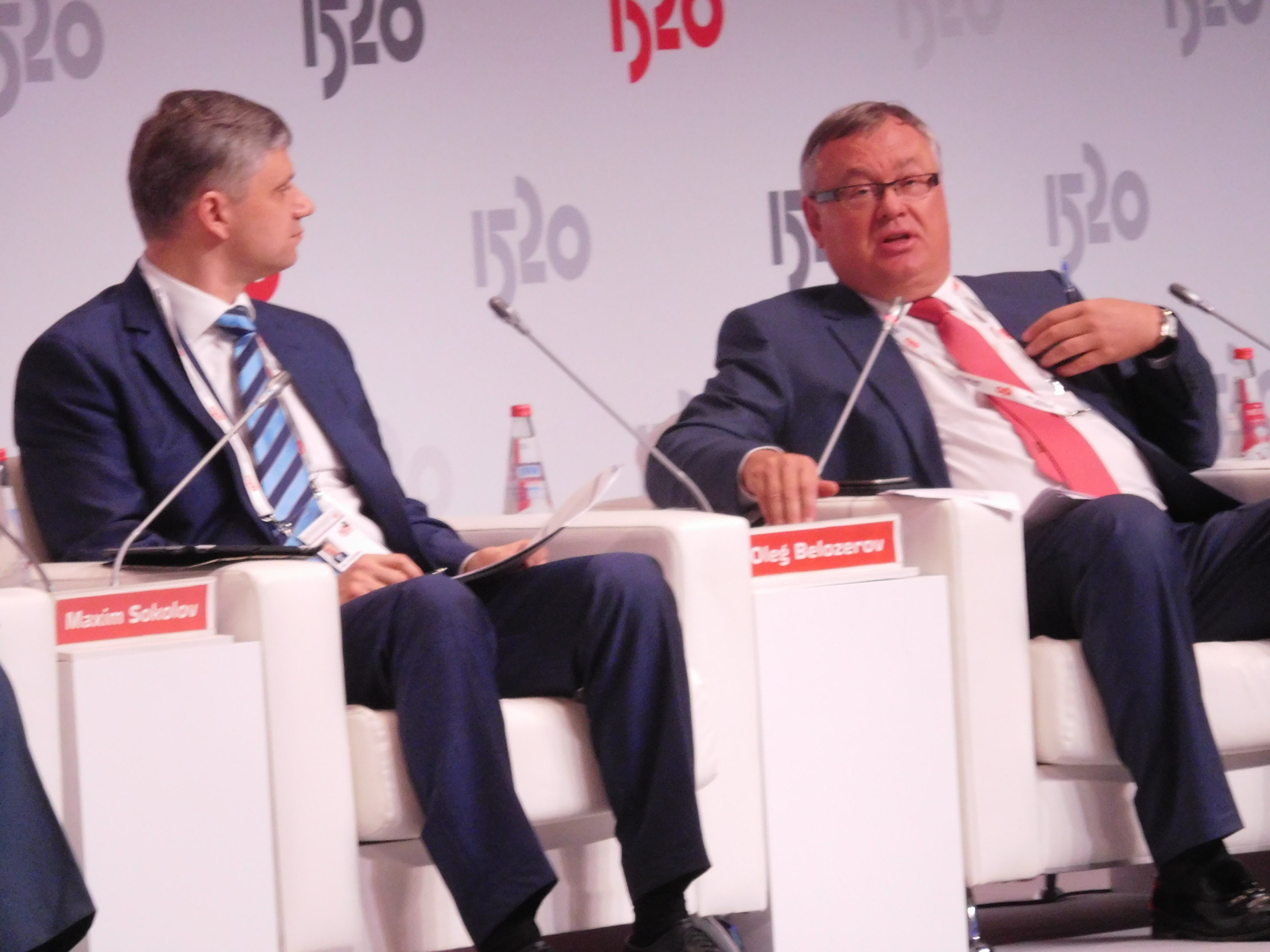
Глава РЖД Олег Белозёров и глава ВТБ Андрей Костин обсуждают будущее информационных технологий на железнодорожном форуме в Сочи (7 июня 2017 года)

В июле 2007 года вошёл в совет директоров ОАО «Российские железные дороги» (РЖД) и был заново утверждён на этом посту в июле 2008 года, но в 2010 году отказался от перевыборов из-за желания полностью сосредоточиться на работе в ВТБ. В 2011 году Костин инициировал присоединение Банка Москвы к группе ВТБ.
В ноябре 2011 года Костина назначили председателем Делового совета саммита Азиатско-тихоокеанского экономического сотрудничества, который состоялся в 2012 году во Владивостоке. В 2012 году возглавляемый Костиным ВТБ купил «ТрансКредитБанк» у РЖД.
В 2014 году, когда против ВТБ ввели санкции США, Костин в интервью The Wall Street Journal признал, что санкции негативно влияют на экономику России: «Рынки капитала и заимствования закрыты для меня теперь. И не надо строить иллюзий относительно этого вопроса. Мои единственные источники средств сейчас это ЦБ и мои клиенты в России».
30 марта 2015 года в беседе с журналистами Костин предложил создать единый банк-санатор на базе Агентства по страхованию вкладов, делегировав непосредственную работу по санации банку «Российский Капитал». По сообщениям прессы, 21 мая на совещании в Правительстве РФ приняли решение реализовать его идею. Процесс согласования деятельности «Российского Капитала» в качестве мегасанатора между заинтересованными ведомствами шёл до сентября 2015 года.
6 июня 2015 года в интервью телеканалу «Россия 24» Костин заявил, что «какого-то глобального кризиса банковского или экономического у нас в стране не было и нет». В июле 2015 года Костин высказался о желательности постепенного сокращения числа банков в России — с 800 до 500 через пять лет и далее до 100.
В 2016 году ВТБ довёл свою долю в капитале «Банка Москвы» до 100 %, а также создал Почта Банк. Ситуацию с поглощением «Банка Москвы» и так называемое «народное IPO» 2012 года Костин позже называл наиболее сложными ситуациями за время его руководства ВТБ.

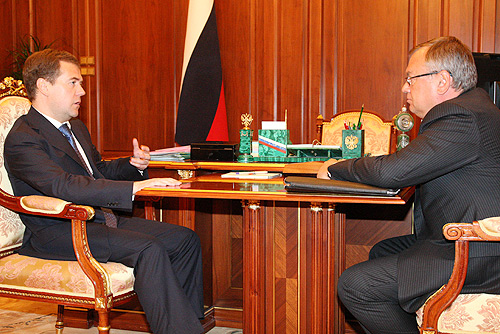
Дмитрий Медведев и Андрей Костин (24 июня 2008 года, Кремль)

5 апреля 2017 года решением премьер-министра Дмитрия Медведева полномочия Костина в качестве главы ВТБ были продлены ещё на 5 лет, до 2022 года.
В 2018 году Костин продолжил серию сделок, укрупняющих ВТБ. Банк приобрёл контрольные пакеты в банке «Возрождение», а затем в «Саровбизнесбанке» и «Запсибкомбанке». Прибыль ВТБ по итогам 2018 года, по отчёту, составила 178,8 млрд рублей. В январе 2018 года в Давосе Костин сообщил, что процесс приватизации ВТБ приостановился из-за западных санкций против России, американские и европейские инвесторы больше не могут приобретать акции ВТБ.
23 января 2019 года Костин предложил более полно учитывать национальные рейтинги при расчёте капиталов в банковской сфере, в 2017 году критиковал Центробанк за идею создания в России системы банков, которыми руководит сам Центробанк, за ужесточение в условиях западных санкций требований Центробанка к капиталу банков, в частности, соответствия документу Базель III. В ноябре того же года Костин, соглашаясь с Путиным, уже положительно оценивал деятельность Центробанка, полагая, что тот привнёс атмосферу доверия в российскую банковскую систему.
В ноябре 2019 года Костин предложил премьер-министру Медведеву решением правительства направить на развитие почтовой инфраструктуры России свободный остаток из Фонда национального благосостояния в сумме почти 40 миллиардов рублей, что вызвало недовольство чиновников РЖД, поскольку на эти средства для развития своей инфраструктуры претендовала также компания РЖД, финансовые потоки которой обслуживал банк ВТБ.
20 ноября 2019 года на международном инвестиционном форуме «Россия зовёт!» Костин сообщил, что банковское дело становится всё более низкодоходным, очень сильно выросли требования к капиталу банка на те же самые активы, поэтому «неминуемо приходится думать о том, как сокращать свою сеть и своих сотрудников», как преодолеть отставание в производительности труда от европейских и американских банков.
Среди главных событий своей деятельности в 2020 году Костин назвал перевод банка на цифровую платформу, активное кредитование населения, малого и среднего бизнеса, участие в составе государственно-частного партнёрства в модернизации аэропорта «Пулково» и сооружении платной автомагистрали Москва-Казань.
В марте 2022 года правительство России утвердило директиву о переназначении Костина на пост президента — председателя правления банка ВТБ сроком ещё на 5 лет, до 2027 года.
Андрей Костин в банке ВТБ занимает следующие должности:
- президент — председатель правления, с 11 июня 2002 года;
- член наблюдательного совета, с 29 ноября 2002 года;
- председатель комитета по стратегии и корпоративному управлению.

## Доходы и собственность
Официальные сведения о доходах Андрея Костина не публикуются, банк ВТБ в отчётности не выделяет его вознаграждение из общей суммы выплат топ-менеджменту.
Существуют неформальные оценки уровня доходов, как правило основанные на составленном Forbes рейтинге «25 самых дорогих менеджеров России». Методика составления рейтинга детально не раскрывается редакцией Forbes и корректируется с каждым новым ежегодным рейтингом. Но в её описании, данном журналом, указывается, что методика значимо опирается на экспертную оценку неназванных специалистов по подбору персонала. По итогам 2011 года Костин возглавил этот рейтинг и, по оценкам издания, заработал за год около 30 миллионов долларов США. Пресс-служба ВТБ в ответном пресс-релизе заявила о «малопрозрачной методике расчётов», которая заставила издание «встать на зыбкую почву домыслов и предположений». По итогам 2012 года Костин занял второе место с оценкой 35 миллионов долларов США. Среди имущества Костина Forbes указал 0,00183 % акций ВТБ (цена пакета — 327 тысяч долларов США) и 0,0011 % акций компании «Роснефть» (цена пакета — 904 тысячи долларов США). По итогам 2013 года вновь возглавил рейтинг с оценкой в 37 миллионов долларов США.
Сам Костин в конце 2014 года в интервью газете Handelsblatt заявил, что в 2013 году заработал 200 миллионов рублей, а в 2014 году — 240 миллионов рублей. По словам Костина, эти суммы включают вознаграждение от ВТБ и доходы от личных инвестиций, которые «не имеют ничего общего с ВТБ».
24 ноября 2016 года на сайте российского издания Forbes опубликовали очередной ежегодный рейтинг самых высокооплачиваемых топ-менеджеров России, в котором у Костина, занявшего третье место, у единственного отсутствовал размер зарплаты. Сотрудники редакции, работавшие над списком, обвинили владельца издания Александра Федотова во вмешательстве в работу редакции. Главный редактор Николай Усков объяснил произошедшее своим личным решением ввиду невозможности выделить выплаты Костину из общей суммы вознаграждения всего топ-менеджмента. В 2017 году автор рейтинга редактор Forbes Елена Березанская подтвердила, что у редакции была рассчитанная сумма вознаграждения Костина и что цифру сняли из публикации по личному распоряжению владельца ACMG, издающего Forbes в России, Александра Федотова.
Официально Андрею Костину принадлежит доля обыкновенных акций Банка ВТБ (ПАО) — 0,00183 %, и доля участия в уставном капитале Банк ВТБ (ПАО) — 0,00036 %.

## Общественная деятельность

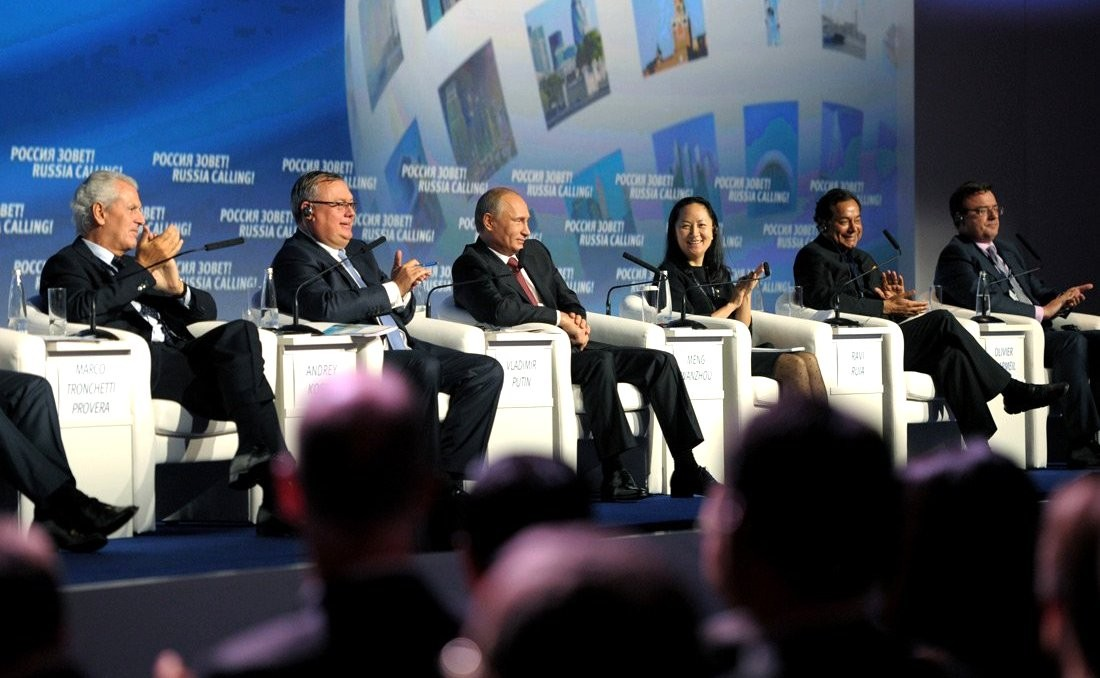
Андрей Костин, справа от Владимира Путина на форуме «Россия зовёт!» (2 октября 2014 год)

В 1996 году Костин впервые принял участие во Всемирном экономическом форуме в Давосе, в то время главной площадке для общения российского предпринимательства с зарубежными коллегами. С тех пор являлся постоянным участником форума в Давосе вплоть до 2021 года.
С 2009 года по инициативе Костина и ВТБ Капитал в Москве проводится инвестиционный форум «Россия зовёт!», в котором обычно принимает участие Владимир Путин. На форуме Костин выступает в качестве модератора стратегической сессии. К 2021 году состоялось 13 международных инвестиционных форумов, 12-й впервые прошёл в онлайн формате.
В 2012—2014 годах являлся деканом, а в 2014—2019 годах директором Высшей школы менеджмента Санкт-Петербургского государственного университета.
В августе 2015 года Костин выкупил на аукционе Bonhams и подарил государственному музею Павловск сервиз для завтрака, принадлежавший императрице Марии Фёдоровне, который в 1930-е годы был продан за границу через Всесоюзное объединение «Антиквариат».
Член совета директоров «Почты России» (с 2019 года) и «Ростелекома» (с 2020 года), член попечительских советов Фонда поддержки и развития физической культуры и спорта РФ (с 2005 года), Санкт-Петербургского государственного университета, МГУ и Финансового университета при правительстве РФ (с 2007 года), Национального исследовательского университета «Высшая школа экономики» (с 2008 года).
Председатель попечительского совета Большого театра, член попечительских советов Приморского театра оперы и балета и Мариинского театра, председатель попечительского совета Федерации спортивной гимнастики России, Благотворительного фонда по восстановлению Воскресенского Ново-Иерусалимского ставропигиального мужского монастыря Русской православной церкви, Благотворительного фонда «Фонд поддержки слепоглухих „Со-единение“», фонда поддержки и развития в области детской гематологии, онкологии и иммунологии «Врачи, инновации, наука — детям», Российского детского фонда, Фонда поддержки научно-проектной деятельности студентов, аспирантов и молодых учёных «Национальное интеллектуальное развитие», Русского географического общества, Курчатовского института. Член Международного общества «Друзья Русского музея».
В 2019 году Костин предлагал министру финансов РФ и председателю наблюдательного совета ВТБ Антону Силуанову освободить россиян с низкими доходами от налога на доходы физических лиц (НДФЛ), а предприятия малого бизнеса от социальных взносов, однако Силуанов ответил категорическим отказом, ссылаясь на большие риски снижения экспортных цен на энергоносители.
В 2023 году общественную полемику в России вызвала предложенная Костиным в условиях действий санкций Запада в качестве приоритетов национальной экономики идея провести новый этап приватизации и существенно, на 70 триллионов рублей, увеличить объём госдолга.

## Политическая деятельность
В апреле 1997 года избран в федеральный политический совет Всероссийского общественно-политического движения «Наш дом — Россия».
1 октября 2007 года избран членом Высшего совета Всероссийской политической партии «Единая Россия», с 2017 года председатель общественного совета федерального партийного проекта «Единая страна — доступная среда», посвящённого социализации людей с ограниченными возможностями здоровья и инвалидов.
В июле 2012 года в эфире телеканала BBC высказал мнение о целесообразности освобождения Михаила Ходорковского, подкрепив свою точку зрения соображениями о том, что предприниматель отсидел уже достаточно и для Владимира Путина полезно выпустить его сейчас.
В январе 2016 года Костин назвал Дональда Трампа одной из лучших кандидатур на пост президента США. В 2015 году Феликс Сейтер, партнёр Трампа, утверждал, что Костин во главе ВТБ согласился профинансировать проект Трампа по строительству небоскрёба Трамп-тауэр в Москве. Костин отрицал это. 19 декабря 2015 года Сейтер написал адвокату Трампа Майклу Коэну о необходимости прислать его и Трампа паспорта для виз в Россию, в выдаче которых поможет банк ВТБ, а также о том, что бизнес-встреча с Путиным будет проходить в присутствии Костина.
В 2018 году в интервью в Financial Times встревоженный Костин говорил о росте напряжённости в Европе и высказывал опасение, «что нынешняя ситуация в мире хуже, чем ситуация холодной войны», и увеличивается риск конфликта в Европе.

## Санкции
В 2015 году Костин заявлял, что причины финансовых санкций банка ВТБ политические, а не экономические, и они мешают привлекать дешёвое западное финансирование. В том же году он пытался получить финансирование для ВТБ в США.
6 апреля 2018 года Костин включён в санкционный «Кремлёвский список» США в числе 17 чиновников и 7 предпринимателей из России, приближённых к В. Путину. Причины расширения всего списка, по заявлению Минфина США, связаны с Украиной, Сирией и кибератаками, но «прежде всего с попытками России подорвать западную демократию». Из американских санкционных документов следует, что изначальной причиной наложения санкций на Костина явилось развёртывание вооружённых сил РФ в Крыму в 2014 году, в чём американское правительство увидело угрозу для национальной безопасности и внешней политики США. При этом банкира Костина в США рассматривали в качестве деятеля правительства России, однако сам Костин себя таковым не признавал.
В декабре 2018 года организаторы Давосского форума «фактически отказали» Костину, Дерипаске и Вексельбергу в участии в форуме по причине введения против них американских санкций. Приглашение трём предпринимателям было возобновлено лишь после вмешательства председателя правительства России Дмитрия Медведева, который пригрозил в связи со скандалом не направлять в Давос официальную российскую делегацию.
15 марта 2019 года Канада ввела санкции против ряда лиц, включая Костина, из-за «агрессивных действий» России в Чёрном море и Керченском проливе, а также из-за аннексии Крыма.
Указом президента Украины Владимира Зеленского с 24 июня 2021 года находится под санкциями Украины.
В связи со вторжением России на Украину, начиная с февраля 2022 года, находится под персональными санкциями ряда стран:
- с 23 февраля 2022 года, после признания Россией ДНР и ЛНР, включён в санкционный список всех стран Европейского союза[97] «за поддержку действий, подрывающих территориальную целостность Украины и получение выгоды от аннексии Крыма»[99]. По данным Евросоюза, Костин делал публичные заявления в поддержку аннексии Крыма, кроме того он имеет винодельню[100] и «роскошный отель» в Крыму[97][101].
- с 25 февраля 2022 года находится под санкциями Швейцарии[97][102].
- с 3 марта 2022 под персональными санкциями Японии[97][103].
- 10 марта 2022 года находится под санкциями Великобритании против олигархов. По данным властей, «Костин является близким соратником Путина и долгое время оказывал поддержку кремлёвским целям через банк ВТБ. Его чистое состояние оценивается в 379 миллионов фунтов стерлингов». Ему запрещено въезжать на территорию страны, а активы подлежат замораживанию[104][105][106]
- с 18 марта 2022 года находится под санкциями Новой Зеландии[97][107].
- с 6 апреля 2022 года находится под санкциями Австралии[97][108].

### Уголовное преследование
22 февраля 2024 года Минюст США предъявил обвинение и возбудил уголовное дело в отношении Костина за нарушении санкционного режима и отмывание денег. По данным ведомства, обвинения касаются в том числе обслуживания двух яхт Костина стоимостью более $135 млн и дома в городе Аспен стоимостью $12 млн. В рамках уголовного дела в США были арестованы соратники Костина Вадим Вольфсон (Вадим Беляев) и Гэннон Бонд, их обвинили в сокрытии информации о владельце недвижимости.

## Критика
5 апреля 2019 года газета «Ведомости» обратила внимание на массовую блокировку Роскомнадзором в интернете страниц с упоминаниями ВТБ, Костина и Аскер-заде. Издание The Bell охарактеризовало серию как «явно заказные публикации, направленные против главы ВТБ». Всего в интересах ВТБ по решению суда Роскомнадзором было заблокировано около 1000 публикаций без указания авторства, опубликованных интернет-ресурсами, не зарегистрированными в качестве СМИ. Основанием для такого действия стали решения Арбитражного суда Санкт-Петербурга и Ленинградской области. В них говорилось, что установить изначального автора и распространителя информации невозможно, но она содержит неподтверждённые сведения, порочащие деловую репутацию банка. Роскомнадзор получил право блокировать статьи, использующие рассматривавшиеся в ходе судебного разбирательства материалы. Судебные решения стали беспрецедентными для России и поводом для обвинений в «правовом нигилизме». Правозащитник Павел Чиков назвал массовую блокировку интернет-страниц примером «цензуры рунета в интересах отдельных лиц».
В декабре 2019 года было опубликовано журналистское расследование Фонда борьбы с коррупцией Алексея Навального, в котором сообщалось, что Наиля Аскер-заде, вероятно, пользуется 62-метровой яхтой и самолётом Bombardier Global 6000 оценочной стоимостью 8 млрд рублей, который приобрёл или арендует глава ВТБ. Анализируя расследование, издание The Bell, подтверждая связь между ВТБ и самолётом, которым пользовалась Аскер-Заде, утверждает, что сделать выводы о принадлежности самолёта и яхты, а также о том, кто оплачивал поездки журналистки, невозможно.

## Частная жизнь
По официальным данным, Костин женат, у него есть дети и внук.
Старший сын Андрей (1978—2011) работал заместителем председателя правления Deutsche Bank в России. Погиб 2 июля 2011 года во время поездки на квадроцикле, находясь на отдыхе в Ярославской области.
Согласно широко распространённому мнению, Костин находится в отношениях с журналисткой Наилей Аскер-заде. Российские печатные и телевизионные СМИ в основном избегают освещения их романа.
Костин свободно владеет английским языком, выступал на западных телеканалах с интервью, включая прямые эфиры, в программах CNN, Fox, Bloomberg, CNBC, два раза участвовал в программе ВВС «Hard talk» и в программах с Чарли Роузом.
Любит искусство. Увлекается живописью, поклонник творчества художников группы «Бубновый валет». Ценитель оперы и классической музыки.

## Награды
- Орден «За заслуги перед Отечеством» I (2021), II (2016), III (2011) и IV (2006) степени;
- Орден Почёта (1999);
- Орден «За заслуги» (Франция) (2007);
- Командор ордена Звезды Италии (2 декабря 2021, Италия) (лишён награды указом Президента Италии Серджо Маттареллы 9 мая 2022 «за недостойность»)[134].
- Орден «Достык 2 степени» (2 декабря 2021, Казахстан)[135][136][137]
- Орден «За заслуги перед Республикой Татарстан» (29 марта 2024, Татарстан, Россия) — за значительный вклад в укрепление социально-экономического потенциала республики[138]
- Почётный знак отличия «За заслуги перед Санкт-Петербургом» (2021)[139]
- Медаль «За заслуги перед Республикой Карелия» (8 июня 2020) — за заслуги перед Республикой Карелия и её жителями, большой вклад в социально-экономическое развитие республики и активную работу в составе Государственной комиссии по подготовке к празднованию 100-летия образования Республикой Карелия[140]
- Благодарность Президента РФ за заслуги в подготовке и проведении встречи глав государств и правительств стран — членов «Группы восьми» в городе Санкт-Петербурге (2006)[141].
- Благодарность Президента РФ за большой вклад в развитие экономики страны, укрепление позиции России в глобальной нефтегазовой отрасли и успешное решение задач по улучшению инвестиционного климата в РФ (2017).
- Благодарность Правительства РФ за достигнутые трудовые успехи и активную общественную деятельность (2016);
- Почётная грамота Президента РФ за вклад в социально-экономическое развитие РФ, достигнутые трудовые успехи, активную общественную деятельность и многолетнюю добросовестную работу (2015);
- Благодарность Правительства РФ за заслуги в укреплении банковской системы и многолетний плодотворный труд (2006);
- Благодарность правительства Российской Федерации (30 сентября 2016) — за достигнутые трудовые успехи и активную общественную деятельность[142];
- Почётная грамота Правительства РФ за большой личный вклад в развитие банковской системы России и многолетний добросовестный труд (2001)[143];
- Почётная грамота Правительства РФ за большой личный вклад в развитие внешнеэкономической банковской деятельности России (1998)[144];
- Почётная грамота Московской городской думы (28 сентября 2016) — за заслуги перед городским сообществом и в связи с юбилеем[145];
- Заслуженный работник культуры Автономной Республики Крым (Автономная Республика Крым, Украина, 7 сентября 2012) — за активное участие в сохранении историко-культурного наследия Автономной Республики Крым, вклад в развитие культуры и международного сотрудничества, многолетний добросовестный труд и в связи с 10-летием Международного попечительского совета Крымского республиканского учреждения "Коктебельский эколого-историко-культурный заповедник «Киммерия М. А. Волошина»[146];
- Почётная грамота Президиума Верховной Рады Автономной Республики Крым (Автономная Республика Крым, Украина, 5 сентября 2005) — за значительный личный вклад в проведение реставрации памятника культуры международного значения Дома-музея М. А. Волошина (г. Феодосия)[147];
- Орден Русской православной церкви Преподобного Серафима Саровского II степени (2018)[148]